# Estimata dailingensis
Estimata dailingensis är en fjärilsart som beskrevs av Chen 1984. Estimata dailingensis ingår i släktet Estimata och familjen nattflyn. Inga underarter finns listade i Catalogue of Life.